# Europees kampioenschap schaatsen 1904
Het Europese kampioenschap allround in 1904 werd van 16 tot 17 januari 1904 verreden in het Eisstadion in Davos.
Er was geen titelverdediger omdat het Europees kampioenschap van 1903 Gamle Frogner Stadion in Kristiania onbeslist eindigde. De Noor Rudolf Gundersen werd voor de tweede keer kampioen door alle vier afstanden te winnen.

## Klassement
| #    | Naam              | Land                | 500m     | 5000m       | 1500m      | 10.000m     |
| ---- | ----------------- | ------------------- | -------- | ----------- | ---------- | ----------- |
| Goud | Rudolf Gundersen  | Noorwegen           | 45,6 (1) | 8.57,0 (1)  | 2.28,2 (1) | 19.01,0 (1) |
| (2)  | Coen de Koning    | Nederland           | 49,8 (2) | 9.26,2 (2)  | 2.39,6 (2) | 19.13,0 (2) |
| (3)  | Arend Bouma       | Nederland           | 51,6 (3) | 9.27,4 (3)  | 2.45,4 (3) | 19.59,4 (3) |
| NF2  | Charles Edgington | Verenigd Koninkrijk | 59,8 (5) | 10.32,8 (4) | 2.57,4 (5) | NF          |
| NS2  | Jan Greve         | Nederland           | 52,0 (4) | NS          | 2.49,6 (4) |             |

* = met val
NC = niet gekwalificeerd
NF = niet gefinisht
NS = niet gestart
DQ = gediskwalificeerd